# The Jazz Warriors
The Jazz Warriors fue un grupo londinense de acid jazz, que hizo su debut en 1986. La idea de la banda surgió en el seno de la "Abibi Jazz Arts" - una organización residenciada en Londres, para impulsar la música y la cultura negra - en 1985. The Jazz Warriors dio la oportunidad a jóvenes músicos de color con talento que, hasta ese momento, habían estado costreñidos en la escena del funk y el reggae.
Según el compositor John Chilton, "...the Jazz Warriors demostraron ser la  pista de lanzamiento hacia el estrellato de un número importante de músicos de jazz". La banda original editó un único álbum en 1987, titulado Out of Many, One People , aunque el grupo permaneció junto hasta 1994, a pesar de que muchos de los miembros originales dejaron la banda para hacer sus propias carreras.
Uno de los miembros de anteriores formaciones, Gary Crosby, dijo respecto de los Jazz Warriors:

There were all these different writers, but everything ended up sounding with the same energy. I've never felt anything like that energy — raucous, raw ...It wasn't the most accurate of bands, but the actual power, and the wildness of the soloing...It was so exciting. Regardless of who wrote what, once we got to the meat of the music, there were fireworks...A lot of spunk, man, a lot of testosterone going around!

En octubre de 2007, Courtney Pine reunió una nueva formación de quince músicos para la realización de un concierto denominado "Afropeans" en el Barbican Centre, en Londres, celebrando el bicentenario de la abolición del tráfico de esclavos negros. La nueva banda incluía a dos de los miembros originales (Pine and Jason Yarde), pero también otro par de músicos reconocidos de la escena del jazz afro-británica: el pianista Alex Wilson y el trompetista Byron Wallen. Se completó con jóvenes talentos del jazz de las islas, como Jay Phelps y Nathaniel Facey (ambos de la banda Empirical); Ayanna Witter Johnson (chelo y cantante); Samuel Dubois y el guitarrista Femi Temowo (conocido por su trabajo con Soweto Kinch); además del violinista eléctrico cubano Omar Puente. El concierto fue grabado en un álbum titulado también Afropeans, que se publicó al año siguiente.
En 2011 se reformó bajo el nombre de Jazz Warriors International integrada por algunos miembros de los Jazz Warriors originales, abrazando el legado histórico del grupo original; Se programó para lanzamiento público un año después de su lanzamiento de prensa.

## Discografía
- Out of Many, One People (1987)
- Afropeans (2008)